# 8151-es mellékút (Magyarország)
A 8151-es számú mellékút egy bő 10 kilométer hosszú, négy számjegyű mellékút Komárom-Esztergom vármegye területén. Bábolnát köti össze Áccsal és az 1-es főúttal.

## Nyomvonala
Ács belterületének északi szélén ágazik ki a 8153-as útból, annak 1+200 kilométerszelvénye közelében, déli irányban. Első méterei után szintben keresztezi a Budapest–Hegyeshalom–Rajka-vasútvonal vágányait, majd szinte azonnal a város belterületei közt folytatódik, előbb Bartók Béla utca, majd egy nagyobb iránytörést követően Komáromi utca néven, immár Ács főutcájaként. 1,2 kilométer után kiágazik belőle északnyugat felé az Ács vasútállomásra vezető 81 329-es számú mellékút – innen hivatalosan is a Fő utca nevet viseli –, majd 1,8 kilométer után újabb keresztezéshez ér, ott a 8147-es út torkollik bele Nagyigmánd felől, 10 kilométer megtétele után. A település délnyugati részén a Petőfi Sándor utca nevet viseli, a belterület déli széléig, amit 3,2 kilométer után ér el.
Még ácsi területen jár, amikor – a 6. kilométere táján – egy pihenőhelyet is magában foglaló csomóponttal (Concó pihenőhely), felüljárón keresztezi az M1-es autópályát, amely itt majdnem pontosan a 94. kilométerénél jár. E csomópontot elhagyva kettéágazik: az eddig követett délnyugati irányában innen a 81 141-es út indul Bana irányába, a 8151-es pedig délnek fordul. Kevéssel 8,2 kilométer előtt szeli át Bábolna határát, és 9,5 kilométer után ér a település belterületére, ahol Ácsi út a neve. A 8136-os út 28. kilométere előtt lévő körforgalmú csomópontba becsatlakozva ér véget.
Teljes hossza, az országos közutak térképes nyilvántartását szolgáló kira.gov.hu adatbázisa szerint 10,410 kilométer.

## Települések az út mentén
- Ács
- Bábolna